# ターン (生化学)

β-ターンの図解（I型およびII型）。

ターン（英: turn）はタンパク質の二次構造を形成する要素の1つである。
一般的な定義では、ターンとは2つの{\displaystyle \mathrm {C^{\alpha }} }原子が7 Å以内に近づき、それらの残基がαヘリックスやβシートなど通常の二次構造を取らなかった場合のことをいう。

## ターンの種類
ターンは2つの端残基の間の距離間隔に従って分類される。
- α-ターンでは、端残基が4ペプチド結合離れている（{\displaystyle i\rightarrow i\pm 4}）。
- β-ターン（最も一般的な形式）では、3結合離れている（{\displaystyle i\rightarrow i\pm 3}）。
- γ-ターンでは、2結合離れている（{\displaystyle i\rightarrow i\pm 2}）。
- δ-ターンでは、1結合離れている（{\displaystyle i\rightarrow i\pm 1}）（立体的にはありえない）。
- π-ターンでは、5結合離れている（{\displaystyle i\rightarrow i\pm 5}）。

| 種類 | {\displaystyle \phi _{i+1}}  | {\displaystyle \psi _{i+1}}  | {\displaystyle \phi _{i+2}}  | {\displaystyle \psi _{i+2}}  |
| ---- | ---------------------------- | ---------------------------- | ---------------------------- | ---------------------------- |
| I    | -60                          | -30                          | -90                          | 0                            |
| II   | -60                          | 120                          | 80                           | 0                            |
| VIII | -60                          | -30                          | -120                         | 120                          |
| I'   | 60                           | 30                           | 90                           | 0                            |
| II'  | 60                           | -120                         | -80                          | 0                            |
| VIa1 | -60                          | 120                          | -90                          | 0*                           |
| VIa2 | -120                         | 120                          | -60                          | 0*                           |
| VIb  | -135                         | 135                          | -75                          | 160*                         |
| IV   | 上記のカテゴリー以外のターン | 上記のカテゴリー以外のターン | 上記のカテゴリー以外のターン | 上記のカテゴリー以外のターン |

それぞれの種類の中で、ターンはさらに主鎖の二面角によって分類される（ラマチャンドランプロットを参照）。ターンは、その二面角の符号を入れ変えることによって逆ターン（鏡像ターン）になる（Cα原子のキラリティーは保たれるため、逆ターンは真の鏡像異性体ではない）。例えば{\displaystyle \gamma }-ターンは二面角 (φ, ψ) の値が (75°, −65°) であるが、符号を入れ替えた (−75°, 65°) が逆ターンとなる。β-ターンだけでも少なくとも8つの型が確認されている。これらのβ-ターンはペプチド結合のcis型が含まれるかどうかと、中心の2残基の二面角が異っている。古典的β-ターンおよび逆β-ターンは、プライム記号によって区別される（例: I型とI'型）。もしi->i+3の水素結合をターンの基準とするならば、Venkatachalamの4種のカテゴリー（I、II、II'、I'）で全ての可能なβ-ターンを記述することができる。これら4種全てはタンパク質で頻繁に見られるが、I型が最も一般的であり、II型、I'型、II'型の順で続く。

### ループ
ω-ループは、固定内部水素結合を持たない、より長く、伸長したあるいは不規則なループに対する包括的な用語である。

### 多重ターン
多くの場合、1つ以上の残基が2つの部分的に重なり合うターンに関与している。例えば、5残基配列において、1〜4番目の残基と2〜5番目の残基がどちらもターンを形成する。こういった場合、{\displaystyle (I,I+1)}「二重ターン」と呼ばれる。多重ターン（7重まで）はタンパク質において一般的に見られる。β-ベンドリボンは違う種類の多重ターンである。

### ヘアピン構造と分岐ターン
ヘアピンとは、側鎖同士が相互作用して折り返す、ターンの特別の場合である。例えばβ-ヘアピンは逆平行βシートが2つの水素結合で繋がっている。
βヘアピンは、ターンを形作る残基、すなわち側面のβ-ストランドの一部ではない残基の数によって分類される。
βヘアピンのループ端に位置するβ-ターンは他と異なる分布を示す。この場合、I'型が最も一般的で、II'型、I型、II型が続く。
ターンの場合はそれほど劇的に方向が変わることはなく、側鎖同士が相互作用することもない。このようなターンは分岐ターンと呼ばれる。

## タンパク質の折り畳みへの関与
タンパク質の折り畳みへのターンの関与については2つの説が提唱されている。1つの説では、ターンは分子内相互作用を促進する決定的な役割を担っているとしている。この説は、いくつかのタンパク質のターンが特定の残基に対して決定的な影響を示すという突然変異の研究により支持されている。またX-プロリンの非天然型のペプチド結合がいくつかのタンパク質で折り畳みを完全に阻害することも分かっている。もう1つの説では、ターンはタンパク質の折り畳みに関してそれほど大きな役割は持たないとしている。この説は、多くのターンで、それほどアミノ酸配列の保存性が高くないという事実から支持されている。またX-プロリンの非天然型のペプチド結合は折り畳みの形そのものにはあまり影響を与えないことも分かっている。